# برن (پماد)
پماد برن  (به انگلیسی: Burn cream) نوع کرم سوختگی موضعی ضد باکتری می‌باشد. 
رده درمانی: پماد سوختگی
اشکال دارویی: پماد

## موارد مصرف
سوختگیهای خفیف و جزئی.

## مکانیسم اثر
این پماد ترکیب روغن کبد ماهی و اسید روی (زینک اکسید) می‌باشد. باعث کاهش درد و التهاب میشود.